# Isaac Deutscher
Pour les articles homonymes, voir Deutscher.
Isaac Deutscher, né le 3 avril 1907 à Chrzanów (royaume de Galicie et de Lodomérie, Autriche-Hongrie) et mort le 19 août 1967 à Rome (Italie), est un journaliste et historien britannique d'origine polonaise, notamment connu pour ses biographies de Léon Trotsky et Joseph Staline.

## Biographie
Isaac Deutscher nait dans une famille juive très pieuse et suit d'abord des études au Talmud Torah pour lesquelles il se révèle particulièrement doué. À l'adolescence, il s'éloigne cependant de la religion et se tourne vers la littérature. Il commence à publier des poèmes dans des revues littéraires polonaises à l'âge de 16 ans. Il traduit également en polonais des poèmes rédigés en hébreu, en latin, en allemand et en yiddish.
Durant ses années d'études à l'université Jagellonne de Cracovie, puis à Varsovie, il se consacre à la littérature, à l'histoire, à la philosophie et à l'économie. Il se rapproche du marxisme et rejoint en 1927 le Parti communiste de Pologne, alors déclaré illégal. Il devient rapidement l'éditeur de la presse clandestine du parti. Rédacteur de la revue littéraire yiddish Litérarishé Tribunè, il se lie au militant communiste Hersh Mendel, qui s'efforce d'organiser une tendance hostile à la ligne stalinienne dans le PC polonais. En 1931, alors qu'il effectue un séjour en Union soviétique, l'université de Moscou lui propose un poste pour enseigner l'histoire du socialisme et la théorie marxiste, mais il décline cette offre.

En 1933, il publie un article appelant à la constitution d'un front commun des communistes et des socialistes contre le nazisme. Cette prise de position contredit la ligne officielle du Parti communiste, qui considère les sociaux-démocrates, ou les « sociaux-fascistes », comme ses pires ennemis. Deutscher est donc exclu du Parti, officiellement pour avoir « exagéré le danger du nazisme » et avoir « répandu la panique dans les rangs communistes ». Il se rapproche alors de Trotski, mais rompt avec ce dernier en 1938, en désaccord avec la création de la Quatrième Internationale. Isaac Deutscher se montre un militant dévoué pendant ses années de combat au sein du courant trotskiste polonais. Hersh Mendel écrit : 

« Il partageait ses revenus en trois : une part pour l'organisation, une autre pour secourir des camarades, et une troisième — pas toujours la plus importante — pour subvenir à ses propres besoins. »

Dans sa préface aux Mémoires d'Hersh Mendel, Isaac Deutscher résume ainsi ses conceptions au temps de la lutte de l'opposition de gauche en Pologne : 

« Nous étions persuadés que, malgré les crimes et les inepties du stalinisme, la conquête principale de la révolution d'Octobre — la propriété socialiste des moyens de production — était intacte. [...] Nous décelions une contradiction entre cet aspect progressiste de l'Union soviétique et le régime bureaucratique stalinien qui l'empêchait d'avancer [...] Selon notre conception, défendre l'Union soviétique signifiait défendre les éléments socialistes de sa structure sociale. Contre les ennemis de classe et contre la bureaucratie elle-même. »

Au mois d'avril 1939, il se réfugie à Londres, où il entame une carrière de commentateur politique sur les évolutions de l'Union soviétique et de l'Europe de l'Est en collaborant régulièrement aux périodiques The Economist et The Observer.

## Recherches
Dans l'après-guerre, il se consacre à plein temps à des recherches sur le mouvement communiste. En 1949, dans un style de polémiste plus que d'universitaire, il publie une biographie de Staline. Il lui attribue la construction d'une certaine forme de socialisme, même s'il la considère comme une déformation des conceptions de Marx et de Lénine. Selon l'historienne Lilly Marcou, elle même alors stalinienne, cette biographie constituait « l'un de meilleurs livres consacrés à Staline ». En 1954, il entame son travail le plus ambitieux : une biographie de Trotsky en trois volumes, fondée sur les archives personnelles du révolutionnaire russe à l'université Harvard, qu'il achève en 1963. Le département des Humanités de la Fondation Rockefeller lui permet, en finançant ses recherches, de passer plusieurs mois aux États-Unis en compagnie de sa femme, Tamara Deutscher, qui lui est d'une grande aide dans ce travail.
Le titre de sa trilogie biographique sur Trotsky lui est inspiré par un passage du Prince de Machiavel, à propos des « innovateurs » : « Quand ils dépendent d'eux-mêmes et peuvent forcer les choses, c'est alors qu'ils périssent rarement ; de là vient que tous les prophètes armés vainquirent et les désarmés sont allés à leur ruine. » À propos de Trotsky, Deutscher reconnaît avoir un point de vue mêlé de « sympathie » et de « compréhension », même s'il le souhaite « aussi loin de celui du procureur que de celui de l'avocat ». Sa longue biographie de Trotsky prend parfois des accents lyriques : la vie du « prophète » est présentée comme à la fois héroïque et tragique.
Deutscher s'empare dans son œuvre de la vision trotskyste d'une « contre-révolution » menée par Staline en Union soviétique. Il considère que l'autobiographie de Trotsky intitulée Ma vie « est aussi scrupuleusement véridique que peut l'être un ouvrage de ce genre. » Il nuance cependant : « Elle n'en est pas moins une apologie, rédigée dans le feu de la bataille perdue que son auteur menait contre Staline. » 
Son style particulièrement brillant et les nombreux documents qu'il est le premier à utiliser pour ces deux ouvrages en fit néanmoins un des historiens majeurs de l'Union soviétique. Dans les pages de remerciements de sa biographie de Trotsky, il précise devoir « beaucoup aux critiques et aux encouragements amicaux du professeur Edward Hallett Carr ».

## Shoah et Palestine
Dans son livre Essais sur le problème juif, il compare la Shoah à un incendie. Un homme (l’Israélien) saute du quatrième étage d’un immeuble qui brûle. Malheureusement, il tombe sur un autre homme (le Palestinien) et lui casse une jambe sans faire exprès. Si les deux personnes étaient rationnelles, alors celui qui s'est retrouvé avec la jambe cassé comprendrait que ce n'était pas la faute de l'homme qui a sauté de l'immeuble si sa jambe a été cassée, puisque ce dernier n'avait pas d'autre choix que de sauter. S'ils étaient rationnels, les deux hommes ne seraient pas devenus ennemis : le premier homme, qui dans sa chute a cassé la jambe du second, aurait tenté de l'aider, et celui-ci aurait accepté que les circonstances n'offraient pas d'autre choix à ce premier homme. Mais les deux hommes agissent irrationnellement : l'homme à la jambe cassée se retourne contre le rescapé de l'incendie et menace de se venger. Celui-ci, par peur de la vengeance future de l'homme à la jambe cassée, l'insulte et le bat. Ce qui fait redoubler de haine le second homme, etc..

## Critique
Dans ses souvenirs sur Léon Trotsky, Jean van Heijenoort, qui est son secrétaire de 1932 à 1939, critique sévèrement la biographie du militant révolutionnaire écrite par Isaac Deutscher, allant jusqu'à affirmer que celui-ci l'a réalisée 

« à la va-vite, plutôt comme un journaliste qui attrape des informations pour boucher un trou que comme un historien qui compare minutieusement les documents. Même dans les parties du livre écrites sur la base de documents, les erreurs ne manquent pas. Des dates sont erronées, ce qui entraîne des contradictions, qu'il est ensuite bien difficile d'accorder. Deux douzaines de noms propres, de personnes et de lieux associés à la vie de Trotsky, sont constamment déformés. »

 Le secrétaire de Trotsky terminait sa critique de l'ouvrage par une revue de ses principales erreurs, en conseillant à ses lecteurs « de n'accepter, dans le récit de Deutscher, aucune date ou aucune information sans les avoir eux-mêmes vérifiées ».

## Œuvre
- Staline, Paris, Gallimard, 1973 (1re éd. : 1949).  (ISBN 2070296962)
- (en) Soviet Trade Unions, 1950.
- (en) Russia after Stalin, 1953.
- (en) Russia, What Next?, 1953.
- Trotsky I. Le prophète armé, 1879-1921, éd. Omnibus, 1996 (1re éd. : 1954).  (ISBN 200002288X)
- (en) Heretics and Renegades, and Other Essays, Londres, 1955.
- (en) Russia in Transition, and Other Essays, Londres, 1957.
- Trotsky II. Le prophète désarmé, 1921-1929, éd. Omnibus, 1996 (1re éd. : 1959).  (ISBN 2000022898)
- (en) Great contest: Russia and the West, Londres, 1960.
- Trotsky III. Le prophète hors-la-loi, 1929-1940, éd. 10-18, 1998 (1re éd. : 1963).  (ISBN 2264002883)
- La Révolution inachevée : cinquante années de révolution en Union soviétique, 1917-1967, Robert Laffont, 1967.
- Essais sur le problème juif (édité par Tamara Deutscher), Payot, 1969.
- (en) Russia, China, and the West 1953-1966 (édité par Fred Halliday), 1970.
- (en) Marxism in our Time (édité par Tamara Deutscher), 1971.
- (en) Marxism, Wars, and Revolutions : Essays from Four Decades (édité par Tamara Deutscher), 1984.